# Manjakatompo
Manjakatompo est une commune urbaine malgache, située dans la partie nord de la région de Vakinankaratra.